# Pfarrkirche Kelchsau

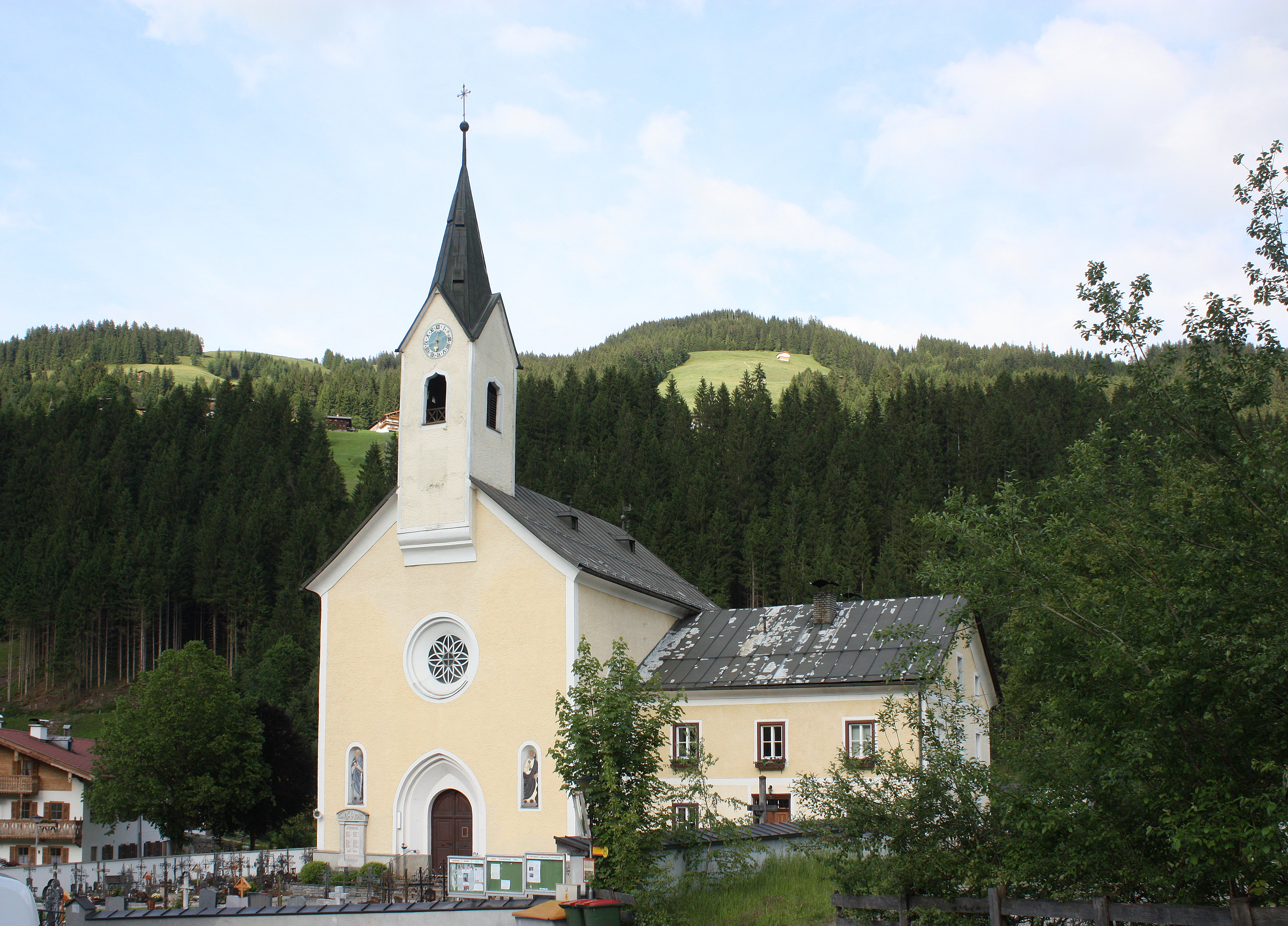
Pfarrkirche hl. Rupert mit Friedhof und Pfarrhof

Die römisch-katholische Pfarrkirche Kelchsau steht in der Ortschaft Kelchsau in der Gemeinde Hopfgarten im Brixental im Bezirk Kitzbühel in Tirol. Sie ist dem heiligen Rupert geweiht und gehört zum Dekanat Brixen im Thale in der Erzdiözese Salzburg. Das Bauwerk steht unter Denkmalschutz (Listeneintrag).

## Lagebeschreibung
Die Pfarrkirche steht im Ortszentrum von Kelchsau, südlich von Hopfgarten. Sie ist von einem Friedhof umgeben.

## Geschichte
Im Jahr 1808 wurde erstmals der Wunsch nach einem eigenen Seelsorger für die Kelchsau geäußert, in den 1840er Jahren wurde der Bau einer Kirche und eines Widums geplant. 1849 standen bereits 1800 Gulden für den Bau zur Verfügung, unter den Spendern waren auch Kaiser Ferdinand I. und seine Frau Maria Anna. Am 23. April 1849 erteilte das Salzburger Konsistorium die kirchliche Baugenehmigung, am 8. Juli wurde der Grundstein gelegt. Die Bauleitung hatten Vikar Ignaz Huber aus dem Zillertal und Maurermeister Johann Wolf aus Rattenberg inne. Im Oktober 1850 war die Kirche bereits mit drei Altären und einer Kanzel ausgestattet, sodass sie zusammen mit dem Friedhof am 26. November 1850 benediziert werden konnte. Am 7. September 1855 wurde sie zu Ehren des Diözesanpatrons Rupert geweiht.
Im Juli 1850 baten die Bewohner um die Kongrua eines eigenen Seelsorgers aus dem Religionsfonds. Dabei stellte sich heraus, dass die Statthalterei über den Bau nicht informiert worden war und ihn somit weder geprüft noch genehmigt hatte. Dennoch gab das Ministerium schließlich seine Zustimmung und der Geistliche erhielt jährlich 300 Gulden.
1891 wurde die Kirche zur Pfarrkirche erhoben und aus diesem Anlass ausgemalt und neu ausgestattet. 1932 wurde sie bei einem Brand beschädigt, 1938 restauriert.

## Kirchenbau
Kirchenäußeres
Die Kirche ist ein einheitlicher frühhistoristischer Bau mit einer Rundapsis im Osten und einem westlichen Giebelreiter mit Giebelspitzhelm. Die Fenster sind spitzbogig. An der Westfassade ist ein Spitzbogenportal, seitlich davon Rundbogennischen. Darin sind, auf Bretter gemalt, die Heiligen Petrus und Paulus dargestellt. Über dem Portal ist ein Rundfenster. An der Südseite ist der Pfarrhof angebaut.
Kircheninneres
Das dreijochige Langhaus hat ein Tonnengewölbe mit Gurtbögen, die auf Pilastern ruhen. Der eingezogene Triumphbogen ist ein Segmentbogen. Die Apsis ist rund geschlossen. Die Wand- und Deckenmalereien stammen von Virgil Groder aus dem Jahr 1890. In der Wölbung der Apsis ist die Heilige Dreifaltigkeit und eine Engelschar dargestellt. An der Nordwand des Chores sind die vier Kirchenväter in illusionistischen Arkaden dargestellt. Das Langhausgewölbe ist mit Dekorationsmalerei und Heiligenbüsten in Vierpässen ausgestattet. Die Glasmalerei an zwei Chorfenstern stammt vom Ende des 19. Jahrhunderts, ein Langhausfenster aus dem Jahr 1932.

## Ausstattung

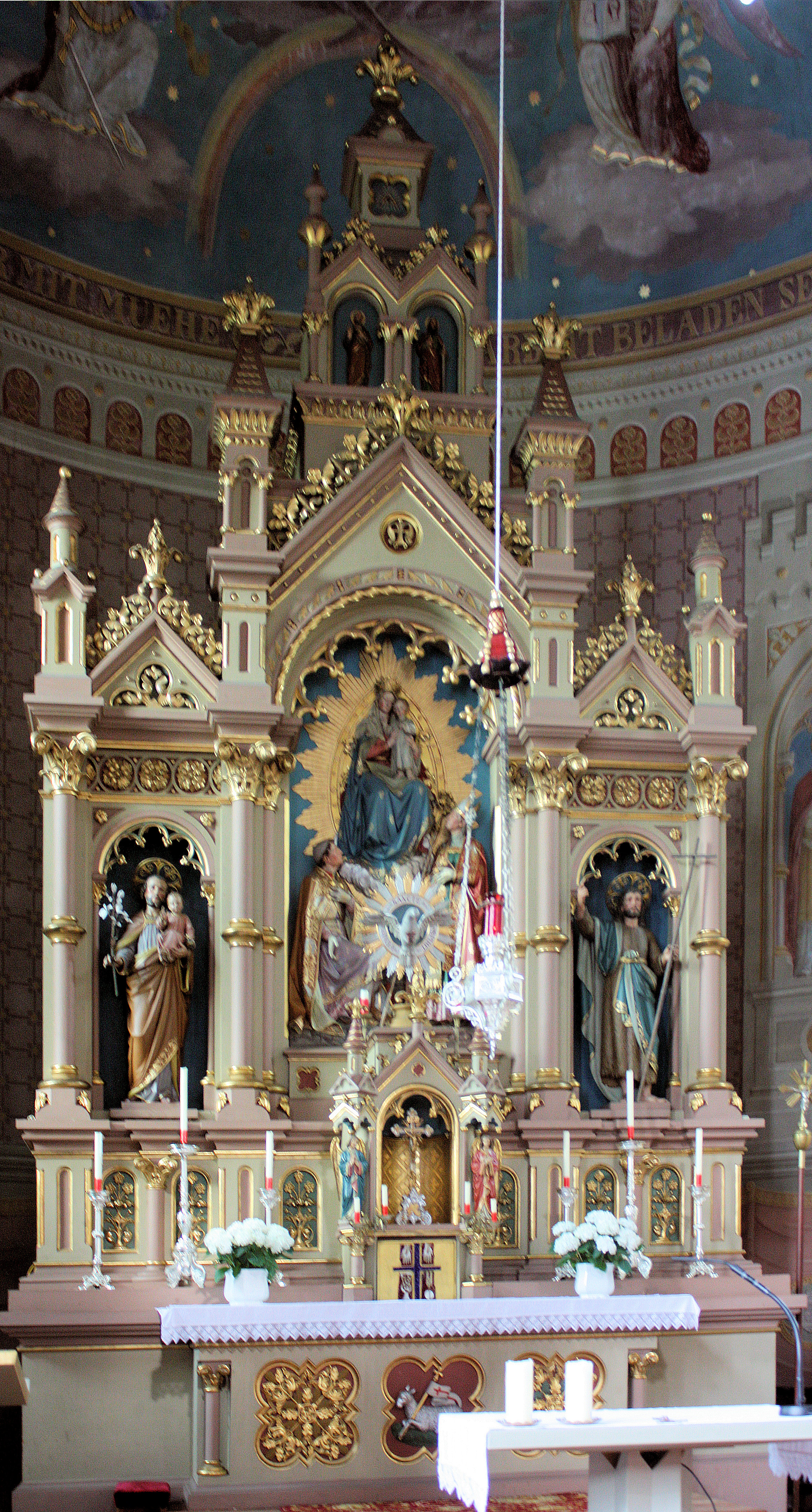
Hochaltar

Die einheitlich historistische Einrichtung stammt von Klemens Raffeiner und Augustin Valentin aus dem Jahr 1891. Der Hochaltar besteht aus drei Ädikulen und Wimpergen. Das Hauptrelief stellt eine thronende Madonna sowie die Heiligen Virgil und Rupert dar. Die seitlichen Nischenfiguren zeigen den heiligen Josef und den heiligen Johannes der Täufer. Der Tabernakel ist mit Engeln verziert. Auch auf den Seitenaltären sind Relieffiguren: der linke Seitenaltar ist ein Marien-, der rechte  ein Herz Jesu-Altar. Die Kanzel weist Reliefschnitzereien der vier Evangelisten auf. In der Kirche steht eine barocke Maria Immaculata-Statue. Ein unterlebensgroßes Kruzifix mit der schmerzhaften Maria wurde Mitte des 19. Jahrhunderts von Johann Fuchs geschaffen. Die Figurengruppe Anna und Maria in Stoffkleidern stammt aus dem 19. Jahrhundert. Die Kreuzwegstationen entstanden um 1890. Die Orgel aus 1897 wurde von Alois Sapl gebaut.